# Chupe
Chupe é um termo genérico usado na América do Sul para uma variedade de guisado geralmente feito com frango, carne vermelha, cordeiro ou tripa bovina e outras miudezas, ou com peixe, camarão, lagosta ou marisco como loco, e vegetais, batata ou mandioca.
O chupe de camarões (feito com lagostim) é geralmente popular na região costeira do sul do Peru (originário de Arequipa). Embora a receita original peça lagostins, o chupe de camarão tornou-se mais consumido, à medida que o camarão fresco ou congelado se tornou mais comum. O preparo consiste em cozinhar batatas e cebolas na manteiga e, em seguida, adicionar vários temperos, como a pimenta em pó. Em seguida, adiciona-se água, tomate e, às vezes, caldo de galinha. Antes de servir o caldo, é misturado com leite ou creme.
O chupe é típico da culinária sul-americana, mas mais especificamente das culinárias da Bolívia, Chile e Peru. A cidade de Arequipa, no Peru, tem uma sequência tradicional de chupes que são servidos em dias específicos da semana. Às sextas-feiras, o chupe fica sem carne por causa das tradições religiosas do país.